# Noordijkerveld
Het Noordijkerveld is een gebied binnen het gehucht Noordijk in het noorden van de gemeente Berkelland, tussen de plaatsen Gelselaar en Markvelde, aan de rand van de provincie Gelderland.
Vroeger was dit een uitgebreid heidegebied. Hiervan is slechts het natuurgebied de Bollert over. Er is ook een waterwingebied, waar per jaar 0,7 miljoen kubieke meter water wordt gewonnen. Momenteel bestaat het Noordijkerveld uit een groot weidegebied, doorsneden door een aantal parallel lopende lange wegen, die uitkomen op de Noordijkerveldweg. Er staan enkele woonhuizen, een aantal boerderijen en er is een vakantiepark. Voor de gemeentelijke herindeling maakte het deel uit van de gemeente Neede.
Hoofdplaats: Borculo       Dorpen: Beltrum · Eibergen · Geesteren · Gelselaar · Haarlo · Neede · Noordijk · Rekken · Rietmolen · Ruurlo

Buurtschappen: Avest · Brammelerbroek · Brinkmanshoek · Broeke · De Bruil · Dijkhoek · De Haar · Heure · Heurne (deels) · Holterhoek · Hoonte · De Horst · Hupsel · Kisveld · Kulsdom · Leo-Stichting · Lintvelde · Lochuizen · Loo · Mallem · Nederbiel · Noordijkerveld · Olden Eibergen · Oosterveld · Overbiel · Respelhoek · Ruwenhof · Schependom · Spilbroek · Veldhoek (deels) · Waterhoek · Zwilbroek

Voormalige gemeenten: Beltrum · Borculo · Eibergen · Geesteren · Neede · Ruurlo